# Реакција Индије на самопроглашење независности Косова
Самороглашење независности Косова од Србије донето је у недељу, 17. фебруара 2008. године, једногласно у Скупштини Косова. Свих 11 представника српске мањине бојкотовало је поступак. Међународна реакција је била помешана, а светска заједница је и даље подељена по питању међународног признања Косова. Индијска реакција на проглашење независности Косова 2008. је противљење.

## Историја
Дана 18. фебруара 2008. године, одговарајући на питања о развоју догађаја у вези са Косовом, званични портпарол индијског Министарства спољних послова је рекао: „Доследан је став Индије да све државе треба да у потпуности поштују суверенитет и територијални интегритет свих земаља. Веровали смо да је питање Косова требало да буде решено мирним путем и кроз консултације и дијалог између заинтересованих страна. Узели смо у обзир једнострану декларацију о независности Косова. Постоји неколико правних питања укључених у ову Декларацију. Проучавамо ситуацију која се развија“  У марту 2008. индијски амбасадор у Србији, Ајаи Сваруп, рекао је српским новинама: „Став Индије о Косову је био и још увек је доследан, а то је да суверенитет и територијални интегритет сваке земље морају у потпуности да се поштују од стране свих других земаља. „Сваруп је додао да се "висок ниво подршке Индије Србији" види из коментара и текстова који су се појавили у индијској штампи након проглашења Косова. Сваруп је такође истакао да Косово "може да постави веома опасан преседан за сличне случајеве широм света". Министри спољних послова Индије, Русије и Народне Републике Кине дали су 15. маја 2008. године заједничку изјаву у вези са Косовом током конференције у Јекатеринбургу. Прочитао ју је министар домаћин, Сергеј Лавров из Русије, а у њој је стајало „У нашој изјави смо забележили наш фундаментални став да је једнострано проглашење независности Косова у супротности са Резолуцијом 1244. године. Русија, Индија и Кина подстичу Београд и Приштину да наставе разговоре у оквиру међународног права и надају се да ће постићи договор о свим проблемима те српске територије“.  Сваруп је 31. јула 2008. године изјавио да се „Индија придржава принципа међународног права и да не признаје сецесију Косова“.
Сваруп је у јануару 2009. године изјавио да ће „Индија подржати Србију по питању заштите њеног суверенитета на свим међународним форумима”.
Према депешама америчке амбасаде које је објавио Викиликс, тадашњи амерички амбасадор у Индији Дејвид К. Малфорд вршио је притисак на Индију да се придружи Сједињеним Државама и другим европским земљама у признавању независности Косова што је пре могуће након његовог очекиваног проглашења 2008. године. Али због историјског усклађивања Индије са Русијом и страха да ће независност Косова представљати преседан за независност Кашмира, непризнавање независности Косова постало је подразумевана позиција Индије.
У септембру 2021. године, председница Косова Вјоса Османи поново је позвала индијску владу да призна „суверену територију Косова“.